# Melitaea extrema
Melitaea extrema är en fjärilsart som beskrevs av Fust 1965. Melitaea extrema ingår i släktet Melitaea och familjen praktfjärilar. Inga underarter finns listade i Catalogue of Life.